# Réserve Naturelle de l'Île du Grand Connétable
Réserve Naturelle de l'Île du Grand Connétable (franska: Réserve Naturelle de l’Île du Grand Connétable) är ett naturreservat i Franska Guyana (Frankrike). Det ligger i den nordöstra delen av landet, 50 km öster om huvudstaden Cayenne.